# Александр Ван
Александр Ван (нар. 1997) — американський мільярдер-підприємець. Він є співзасновником і колишнім генеральним директором Scale AI, компанії зі штучного інтелекту, яка надає послуги з маркування даних та оцінки моделей для розробки додатків на основі штучного інтелекту. У 2021 році він у віці 24 років став наймолодшим мільярдером у світі, який самостійно заробив статки. станом на квітень 2025 Forbes оцінив його статки у 3,6 мільярда доларів.

## Раннє життя
Ван народився в Лос-Аламосі, штат Нью-Мексико, у січні 1997 року. Він син китайських іммігрантів, які працювали фізиками в Лос-Аламоській національній лабораторії в Нью-Мексико. Ван з дитинства захоплювався математикою та комп'ютерним програмуванням. Він кваліфікувався до програми математичної олімпіади у 2013 році, до складу команди США з фізики у 2014 році та був фіналістом USACO у 2012 та 2013 роках. Він здобув освіту в середній школі Лос-Аламоса, після чого переїхав до Кремнієвої долини, щоб стати інженером-програмістом в Addepar, компанії з управління активами. У підлітковому віці Ван працював програмістом-програмістом у Quora. Він недовго навчався в Массачусетському технологічному інституті та працював розробником алгоритмів у фірмі високочастотної торгівлі Hudson River Trading, перш ніж покинув навчання, щоб стати співзасновником Scale AI у 2016 році.

## Кар'єра
У 2016 році Ван став співзасновником Scale AI, компанії зі штучного інтелекту, яка надає послуги з маркування даних та оцінки моделей для розробки додатків на основі штучного інтелекту. Колишній керівник Amazon Джефф Вілке був радником Ванга. У 2021 році оцінка компанії досягла 7,3 млрд доларів, що ненадовго дало Вангу 1 мільярд доларів чистих активів, оскільки йому належало 15 % компанії. Компанія Scale AI отримала оборонні контракти від Збройних сил США, а також була залучена Головним управлінням цифровізації та штучного інтелекту Пентагону для тестування та оцінки безпеки та надійності моделей великих мов програмування для військового планування та прийняття рішень.
Ван приєднався до ради директорів Expedia Group у 2023 році.
У липні 2023 року Ван свідчив перед слуханнями підкомітету з питань збройних сил Палати представників, розповівши про проблеми та потенційні рішення, з якими зіткнувся уряд США під час впровадження штучного інтелекту.
У червні 2024 року Ван оголосив, що Scale AI формалізувала політику найму на основі заслуг, досконалості та інтелекту (MEI), заявивши: «Ми вважаємо, що людей слід оцінювати за змістом їхнього характеру, а як колег — за їхнім талантом, навичками та трудовою етикою». MEI — це подібна, але протилежна практика до різноманітності, рівності та інклюзії (DEI).
У січні 2025 року Ван був серед групи засновників та головних виконавчих директорів технологічних компаній на другій інавгурації Дональда Трампа. Він також написав листа, адресованого безпосередньо президенту Трампу, в якому заявив, що «Америка повинна виграти війну за штучний інтелект». Пізніше того ж місяця Ван виступив на Всесвітньому економічному форумі, наголосивши на перегонах у сфері штучного інтелекту між Сполученими Штатами та Китаєм, зокрема щодо можливостей DeepSeek.
У лютому 2025 року Ван зустрівся з кількома світовими лідерами, зокрема з прем'єр-міністром Великої Британії Кіром Стармером, прем'єр-міністром Індії Нарендрою Моді, президентом Франції Еммануелем Макроном та спікером Палати представників США Майком Джонсоном, який також керує Двопартійною цільовою групою Палати представників з питань штучного інтелекту, розмовляючи з ними про глобальну співпрацю навколо ШІ.
У червні 2025 року Meta Platforms придбала 49 % Scale AI, і Ван перейшов працювати в Meta. Він пішов з посади генерального директора Scale, але залишився в раді директорів Scale AI. Компанія Meta оголосила, що інвестує 14,3 мільярда доларів у Scale AI, який контролюватиме підрозділ, який Meta називає своєю лабораторією суперінтелекту.

## Особисте життя
У розпал пандемії COVID-19 Ван був сусідом по кімнаті зі своїм другом Семом Альтманом, головним виконавчим директором OpenAI.

## Визнання
У 2018 році Ван був включений до списку Forbes 's 30 Under 30" у категорії «Корпоративні технології». Його було включено до цього ж списку у 2021 році. Його також включили до списку Time 100 Next, який відзначає молодих лідерів, що формують майбутнє своїх галузей, та до списку Time 100 AI.